# Kopiec Mnichów
Kopiec Mnichów – prekolumbijska konstrukcja ziemna, znajdująca się w indiańskim mieście Cahokia w amerykańskim stanie Illinois. Jest to największy tego typu obiekt, jaki wzniesiono w Ameryce Północnej. Mierzy około 30 m wysokości, 291 m długości oraz 236 m szerokości u podstawy, czyli więcej niż Wielka Piramida w Gizie. Jednakże w przeciwieństwie do egipskich piramid, które zostały zbudowane z kamienia, kopiec wzniesiono niemal wyłącznie z warstw ziemi i gliny, a jego szczyt spłaszczono. Dzięki takiej konstrukcji udało się utrzymać stały poziom wilgotności, a tym samym zminimalizować niestabilność gliny, która szybko chłonie wodę i pęcznieje.
Jego nazwa wywodzi się od grupy trapistów, którzy na początku XIX wieku mieszkali w jego pobliżu.

## Konstrukcja
Między 600 a 800 rokiem na terenach znajdujących się w pobliżu zbiegu rzek Missisipi, Missouri i Illinois zaczęły się osiedlać grupy Indian. Nie wiadomo dokładnie kim byli, dlatego społeczności te określa się wspólnym mianem kultury Missisipi. Prawdopodobnie między 900 a 950 rokiem rozpoczęły usypywanie kopca. Badacze wykazali, że początkowo był niewielkich rozmiarów, jednakże w miarę upływu czasu rozbudowano go do tego stopnia, że przykrył całą pierwotną osadę. Około 1100 roku na jego szczycie wzniesiono trzydziestometrowej długości budynek oraz niską platformę, wykorzystywaną podczas publicznych wydarzeń. Przed kopcem rozciągał się szeroki na trzysta metrów plac, a w jego pobliżu wzniesiono sto dwadzieścia mniejszych konstrukcji ziemnych.
Przeprowadzone w 2007 roku wykopaliska potwierdziły wcześniejsze odkrycia, że kopiec wzniesiono z kilku rodzajów ziemi i gliny. Z inżynieryjnego punktu widzenia był to bardzo ryzykowny budulec, ponieważ glina łatwo wchłania wodę i pęcznieje. Kiedy zaś wysycha kurczy się do pierwotnych rozmiarów, co z czasem prowadzi do uszkodzeń. Podatna jest na to zwłaszcza glina smektytowa, z której wzniesiono konstrukcję. Żeby temu zapobiec musiała mieć ona zawsze taki sam stopień wilgotności. Kopiec zbudowano więc z naprzemiennych warstw gliny i ziemi. Woda z równiny zalewowej na zasadzie kapilarności była zasysana do góry, gdzie znajdowała się warstwa ziemi. Ponieważ nie mogła ona pełnić funkcji kapilary, a nad nią znajdowała się jeszcze warstwa gliny. Zapobiegało to parowaniu wody i przedostawaniu się powietrza w głąb kopca. Później wybudowano wokół jeszcze palisadę, by ochronić go przed wylewami pobliskich rzek. Po części było to spowodowane działaniami samych Indian, którzy zmienili bieg strumyków i wycięli lasy ze wzgórz, które wcześniej hamowały spływające wody opadowe.
Wraz ze wzrostem Cahokii, rosło również znaczenie jej elity świeckiej i religijnej. Władcy, chcąc wzmocnić swoją pozycję, wznosili coraz większe budowle oraz rozbudowywali kopiec. Jednakże na początku XIII wieku silne trzęsienie ziemi zniszczyło całą jego zachodnią stronę. Choć miasto nie podniosło się jeszcze po powodzi, rozpoczęto renowację, która jednak nie przyniosła poprawy, gdyż ściana kopca znów się osunęła. Kolejnych napraw już nie podjęto z powodu niepokojów społecznych, które zapanowały w mieście. Około 1350 roku Cahokia prawie całkiem opustoszała.

## Osadnictwo europejskie
Po 1400 roku miasto przez kilkaset lat było niezamieszkałe. Dopiero w 1735 roku przybyli do niego francuscy misjonarze, którzy w zachodnim krańcu kopca zbudowali kaplicę. W 1752 roku, po blisko dwudziestu latach obecności, zostali zmuszeni do opuszczenia Cahokii z powodu rywalizujących ze sobą miejscowych plemion. W 1776 roku, podczas amerykańskiej wojny o niepodległość, w pobliżu kopca założono faktorię, która przetrwała do 1784 roku.
Na początku XIX wieku roszczenia do terenów Cahokii zaczęli wysuwać osadnicy francuskiego pochodzenia. Największe udziały miał w nich Nicholas Jarrot, który część z nich przekazał niewielkiej grupie francuskich trapistów. W 1809 roku zamieszkali oni na jednym z mniejszych kopców, a tarasy większego wykorzystywali jako pola uprawne i ogród. Mieszkali tam jedynie do 1813 roku, jednak w tym czasie odwiedził ich Henry Brackenridge, który jako pierwszy szczegółowo opisał kopiec i nadał mu obecną nazwę.

## Badania

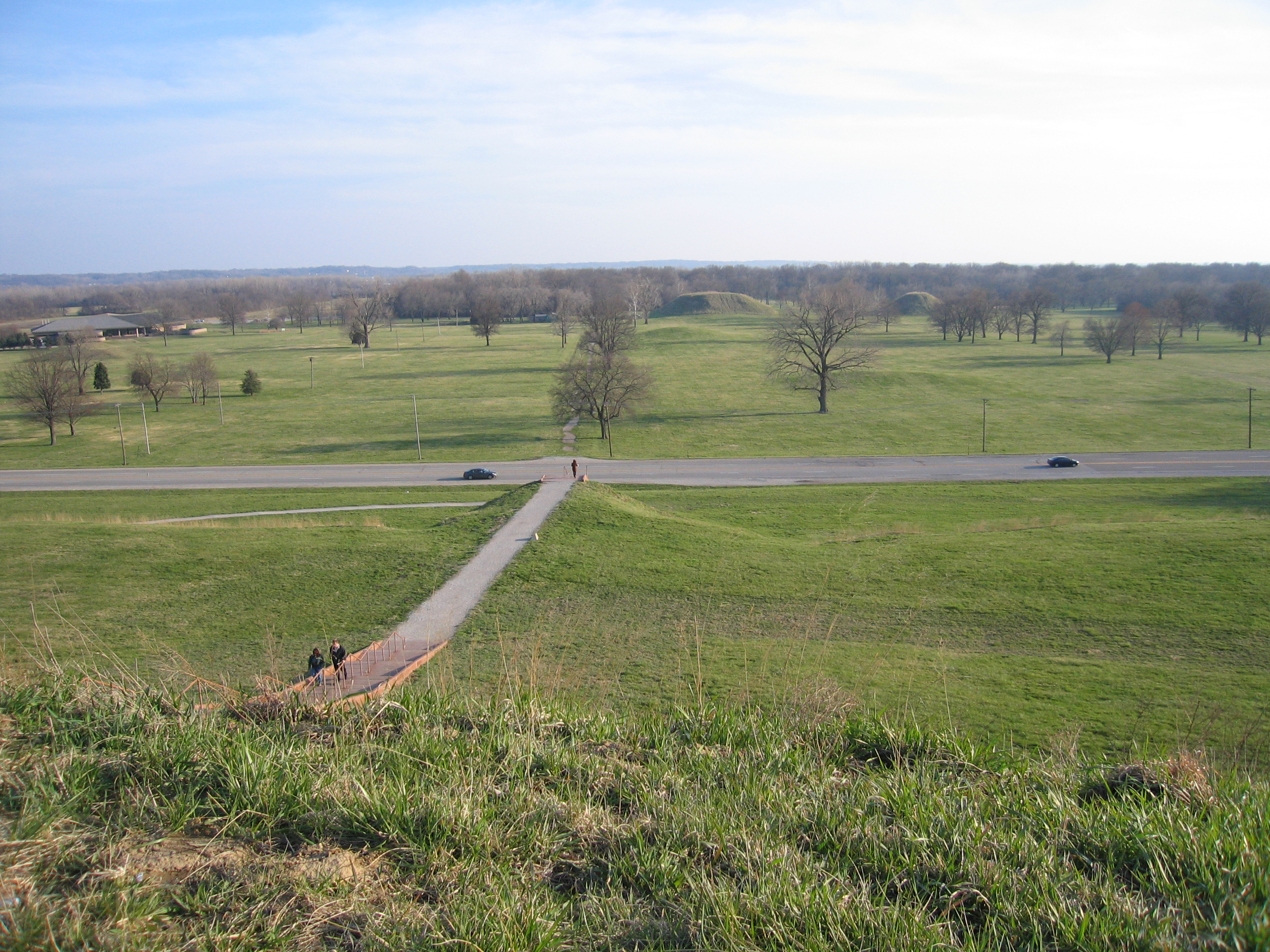
Widok ze szczytu kopca

W 1831 roku działkę razem z kopcem nabył Amos Hill, który na jednym z tarasów zbudował dom i wyrównał drogę po jego zachodniej stronie. Podczas kopania studni natrafił na różne archeologiczne znaleziska, w tym ludzkie kości.
W 1864 roku nowym właścicielem terenów został Thomas I. Ramey, który – zainteresowany wcześniejszymi odkryciami – rozpoczął własne badania archeologiczne. W północnej części kopca wykopał blisko trzydziestometrowy tunel, jednak nie znalazł niczego interesującego. Dwadzieścia lat później nowe ekspertyzy przeprowadził miejscowy dentysta John R. Patrick, który narysował mapę kopca oraz zauważył powiązania Cahokii z pobliskimi stanowiskami.
Od tego czasu przeprowadzono jeszcze wiele badań, choć niezbyt szczegółowych. Poważniejsze rozpoczęły się w latach 60. XX wieku, kiedy to miejscowy biznesmen i historyk, Nelson Reed otrzymał pozwolenie na rozpoczęcie wykopalisk. Uważał, że na szczycie kopca mógł znajdować się jakiś ważny budynek, jak pałac lub świątynia. Przeprowadzone przez niego w różnych punktach odwierty ujawniły warstwową konstrukcję kopca. Nie odnaleziono natomiast śladów żadnej świątyni poza resztkami domu (przypuszczalnie Hilla).
W 1970 roku Reed rozpoczął nowe badania, lecz tym razem zamiast robić odwierty zaczął zdejmować poszczególne warstwy kopca. Wyznaczył kilka miejsc o powierzchni 5 m² i zaczął kopać do głębokości sześćdziesięciu centymetrów. Szybko natrafił na pozostałości świątyni. Kontynuowane w kolejnym roku wykopaliska potwierdziły istnienie blisko trzydziestometrowego budynku na szczycie kopca. Jednakże jego techniki odkrywkowe –  zastosowanie koparki – spotkały się z krytyką ze strony zawodowych archeologów, którzy zarzucili mu, że w ten sposób zniszczył kilkusetletnią stratyfikację, znajdującą się na szczycie konstrukcji. Dzięki niej można było lepiej ocenić odkryte artefakty oraz sam kopiec.
W 1982 roku Cahokia, a wraz z nią kopiec, zostały wpisane na listę światowego dziedzictwa UNESCO.